# Lilija Wajhina-Jefremowa
Lilija Mykołajiwna Wajhina-Jefremowa (ukr. Лілія Миколаївна Вайгіна-Єфремова, ur. 15 kwietnia 1977 w Czeboksarach) – ukraińska biathlonistka, wcześniej reprezentująca Rosję i Białoruś, brązowa medalistka olimpijska i pięciokrotna medalistka mistrzostw Europy.

## Kariera
Pierwszy sukces w karierze osiągnęła w 1997 roku, kiedy razem z koleżankami z reprezentacji zdobyła złoty medal w biegu drużynowym podczas mistrzostw świata juniorów w Forni Avoltri. W Pucharze Świata zadebiutowała 9 grudnia 1999 roku w Osrblie, zajmując 77. miejsce w sprincie. Pierwsze punkty wywalczyła 5 stycznia 2000 roku w Oberhofie, gdzie zajęła 18. miejsce w tej samej konkurencji. Pierwszy raz na podium zawodów pucharowych stanęła 17 grudnia 2005 roku w Osrblie, gdzie sprint ukończyła na trzeciej pozycji. W zawodach tych wyprzedziły ją jedynie Anna Carin Zidek ze Szwecji i Niemka Kati Wilhelm. W kolejnych startach jeszcze jeden raz stanęła na podium: 12 lutego 2006 roku w Turynie ponownie była trzecia w sprincie. Najlepsze wyniki osiągnęła w sezonie 2005/2006, kiedy zajęła 26. miejsce w klasyfikacji generalnej.
W 2006 roku wystartowała na igrzyskach olimpijskich w Turynie, zajmując trzecie miejsce w sprincie. W zawodach tych wyprzedziły ją tylko Francuzka Florence Baverel-Robert i Anna Carin Zidek. Była tam też między innymi ósma w biegu pościgowym i jedenasta w sztafecie. Nigdy nie zdobyła medalu na mistrzostwach świata, najlepszy wynik osiągnęła podczas mistrzostw świata w Pokljuce w 2001 roku, gdzie zajęła 27. miejsce w biegu indywidualnym. Ponadto zdobyła srebrne medale w biegu pościgowym i sztafecie na mistrzostwach Europy w Haute Maurienne (2001), srebrny medal w sztafecie na mistrzostwach Europy w Kontiolahti (2002), brązowy w sztafecie mistrzostwach Europy w Forni Avoltri (2003) oraz brązowy w biegu indywidualnym podczas mistrzostw Europy w Novym Měscie (2008).

## Osiągnięcia

### Igrzyska olimpijskie
| Rok  | Miejscowość | Konkurencje | Konkurencje | Konkurencje | Konkurencje | Konkurencje | Konkurencje | Konkurencje |
| Rok  | Miejscowość | IN          | SP          | PU          | MS          | RL          | MR          | SR          |
| ---- | ----------- | ----------- | ----------- | ----------- | ----------- | ----------- | ----------- | ----------- |
| 2006 | Turyn       | 36.         | 3.          | 8.          | 17.         | 11.         | nd.         | –           |

### Mistrzostwa świata
| Rok  | Miejscowość | Konkurencje | Konkurencje | Konkurencje | Konkurencje | Konkurencje | Konkurencje | Konkurencje |
| Rok  | Miejscowość | IN          | SP          | PU          | MS          | RL          | MR          | SR          |
| ---- | ----------- | ----------- | ----------- | ----------- | ----------- | ----------- | ----------- | ----------- |
| 2001 | Pokljuka    | 27.         | –           | –           | –           | –           | nd.         | –           |
| 2004 | Oberhof     | 41.         | 33.         | 50.         | –           | –           | nd.         | –           |
| 2005 | Hochfilzen  | 31.         | 60.         | 52.         | –           | –           | nd.         | –           |
| 2006 | Pokljuka    | nd.         | nd.         | nd.         | nd.         | nd.         | 9.          | –           |
| 2008 | Östersund   | –           | 33.         | 28.         | –           | –           | –           | –           |
| 2009 | Pjongczang  | –           | 69.         | –           | –           | –           | –           | –           |

### Mistrzostwa Europy
| Rok  | Miejscowość     | Konkurencje | Konkurencje | Konkurencje | Konkurencje | Konkurencje | Konkurencje | Konkurencje |
| Rok  | Miejscowość     | IN          | SP          | PU          | MS          | RL          | MR          | SR          |
| ---- | --------------- | ----------- | ----------- | ----------- | ----------- | ----------- | ----------- | ----------- |
| 2000 | Kościelisko     | –           | 16.         | 10.         | nd.         | –           | nd.         | –           |
| 2001 | Haute Maurienne | 10.         | 21.         | 2.          | nd.         | 2.          | nd.         | –           |
| 2002 | Kontiolahti     | 21.         | 21.         | 14.         | nd.         | 2.          | nd.         | –           |
| 2003 | Forni Avoltri   | –           | 24.         | DNF         | nd.         | 3.          | nd.         | –           |
| 2004 | Mińsk           | 8.          | 15.         | 7.          | nd.         | 5.          | nd.         | –           |
| 2006 | Langdorf        | –           | 9.          | DNS         | nd.         | 4.          | nd.         | –           |
| 2008 | Nové Město      | 3.          | 51.         | DNS         | nd.         | –           | nd.         | –           |

### Puchar Świata

#### Miejsca w klasyfikacji generalnej
| Sezon     | Miejsce          |
| --------- | ---------------- |
| 1999/2000 | 57.              |
| 2000/2001 | 74.              |
| 2002/2003 | 34.              |
| 2003/2004 | 63.              |
| 2004/2005 | 60.              |
| 2005/2006 | 26.              |
| 2006/2007 | nieklasyfikowana |
| 2007/2008 | 57.              |
| 2008/2009 | 57.              |
| 2009/2010 | 53.              |

#### Miejsca na podium chronologicznie
| Lp. | Dzień      | Rok  | Miejscowość | Konkurencja      | Lokata | Pudła | Czas biegu | Strata  | Zwycięzca               |
| --- | ---------- | ---- | ----------- | ---------------- | ------ | ----- | ---------- | ------- | ----------------------- |
| 1.  | 17 grudnia | 2005 | Osrblie     | Sprint na 7,5 km | 3.     | 0+1   | 22:11,5    | +1:10,3 | Anna Carin Zidek        |
| 2.  | 16 lutego  | 2006 | Turyn       | Sprint na 7,5 km | 3.     | 0+0   | 22:31,4    | +6,6    | Florence Baverel-Robert |